# Physodeutera marginemaculata
Physodeutera marginemaculata is een keversoort uit de familie van de loopkevers (Carabidae). De wetenschappelijke naam van de soort is voor het eerst geldig gepubliceerd in 1934 door W.Horn.